# Берсон, Артур
Артур Йозеф Станислав Берсон (нем. Arthur Berson; 6 августа 1859, Новы-Сонч, Галиция, Австрийская империя — 3 декабря 1942 , Берлин, нацистская Германия) — немецкий учёный, метеоролог, физик, инженер, редактор, один из пионеров европейской аэронавтики, профессор.

## Биография
Еврейского происхождения. Сын адвоката. Изучал филологию в Венском университете, затем — метеорологию и географию в Берлине под руководством Фердинанда фон Рихтгофена и Иоганна фон Бецольда.

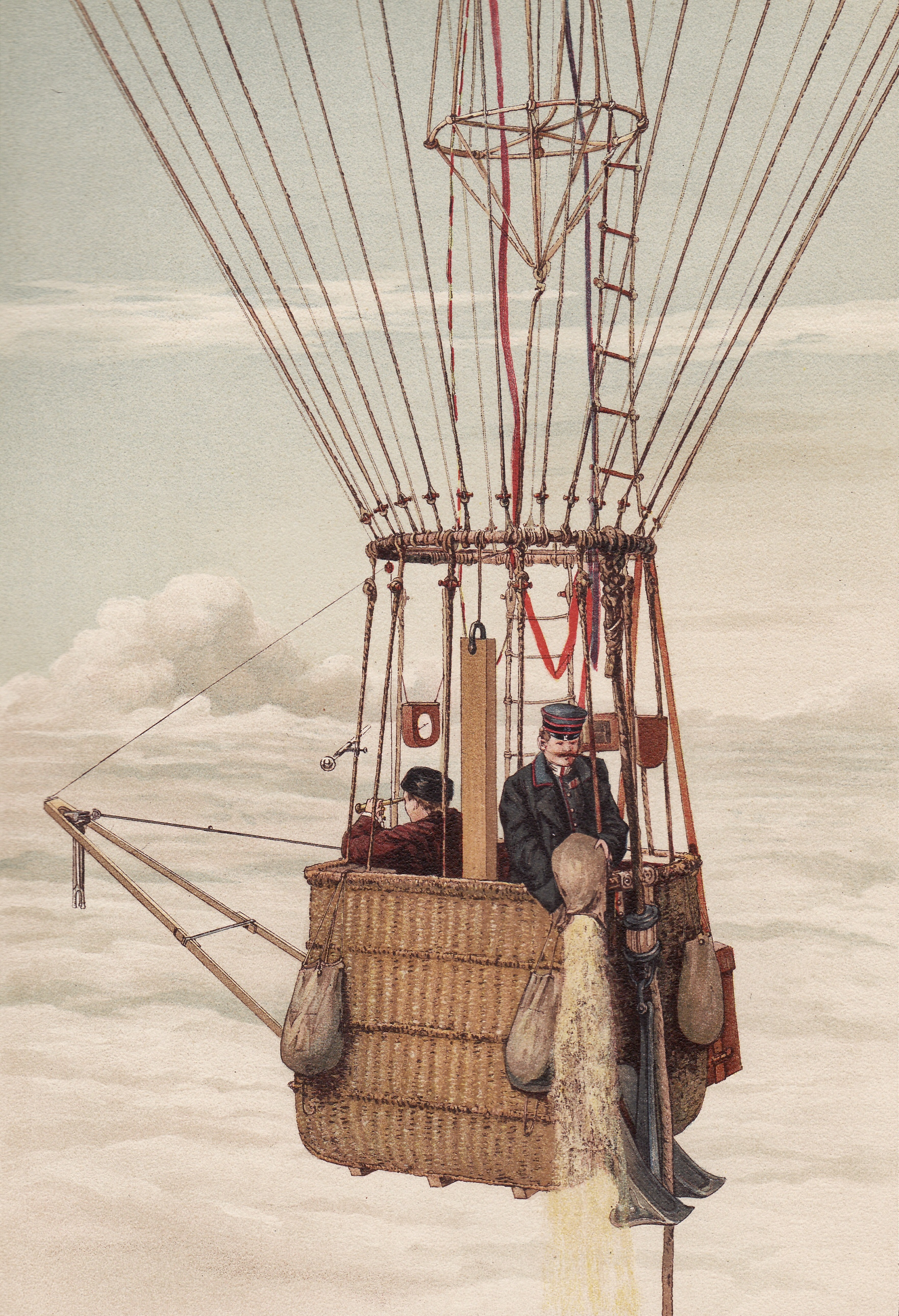
Артур Бернсон в гондоле воздушного шара «Феникс»

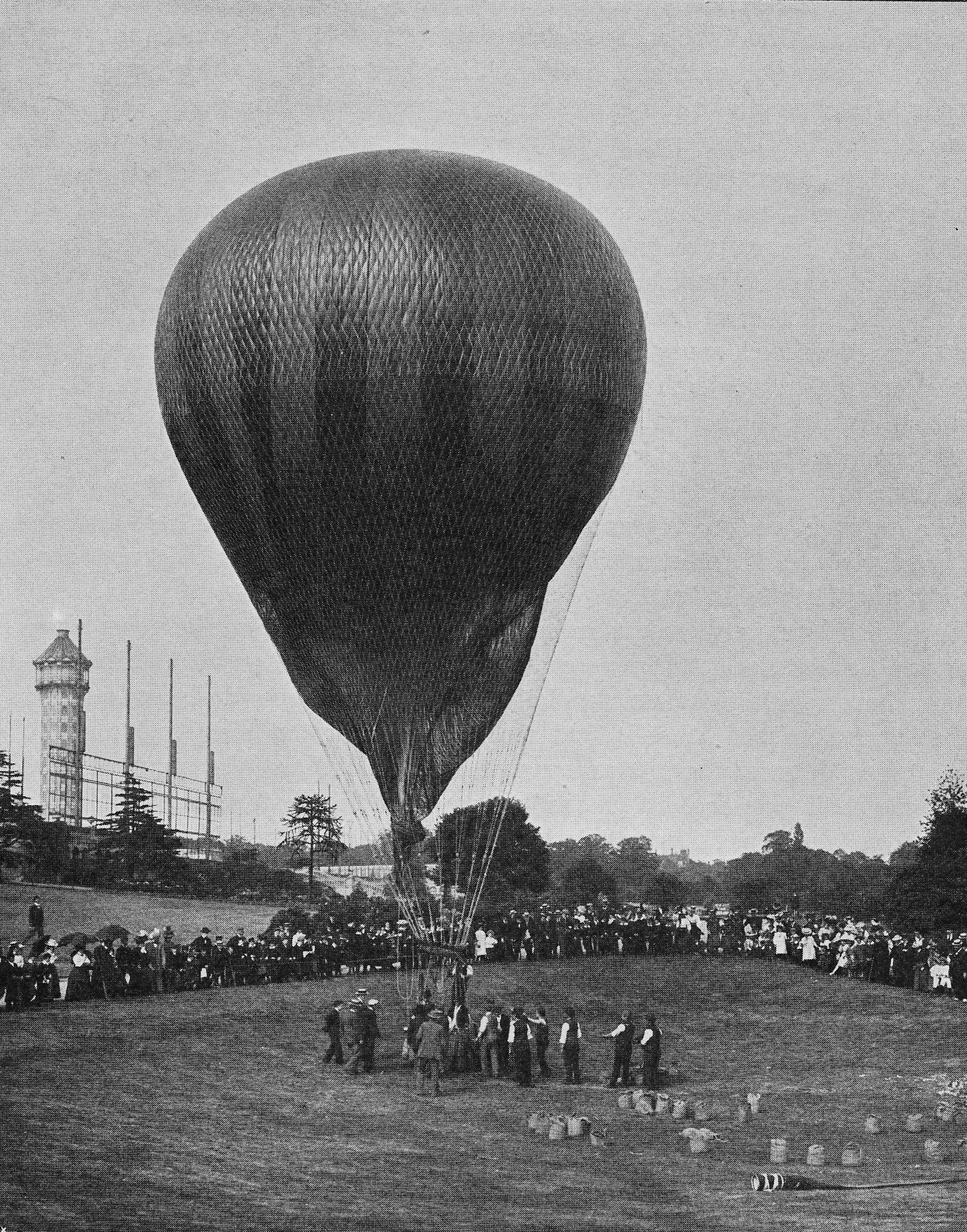
Подъём воздушного шара «Excelsior» с Артуром Берсоном. 1898

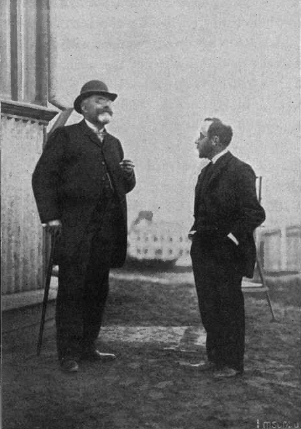
Рихард Ассман (слева) и Артур Бернсон

В 1890 году в качестве ассистента работал у Рихарда Асманна в Королевском метеорологическом институте в Берлине.
В 1896—1899 годах был редактором газеты Zeitschrift für Luftfahrt und Physik der Atmosphäre («Журнал авиации и физики атмосферы»).
А. Берсон проявлял особый интерес к высотным исследованиям атмосферы Земли и был пионером в области аэрологии. Интересовался использованием горячего воздуха в воздушных шарах.
4 декабря 1894 года на борту воздушного шара с использованием водорода — «Феникс», учёный поднялся на рекордную высоту 9 155 м. За это Берсон получил прозвище «самый высокий человек».
10 января 1901 года после взлета в Берлине сильный южный ветер перенёс воздушный шар, в котором были Берсон и офицер Альфред Хильдебрандт (1870—1949) в Штральзунд за пять часов. На борту оставался большой объём балласта и воздухоплаватели решили продолжить полёт через Балтийское море. В конце 14-ти часового путешествия они приземлились в Маркарюде на юге Швеции и, таким образом, стали первыми, кто пересёк Балтийское море по воздуху.
31 июля 1901 года А. Берсон и метеоролог Райнхард Зюринг из Берлинского общества воздухоплавания на аэростате «Пруссия» с открытой гондолой поднялись на высоту 10 800 м, приблизившись к нижней границе стратосферы. Они использовали кислород в баллонах, при этом из-за нехватки кислорода Берсон и Зюринг несколько раз теряли сознание. Тем самым они установили первый официальный рекорд высоты полёта аэростата.
Аэронавты считаются первыми людьми, добравшимися до стратосферы.
10 января 1902 года с помощью аэростата Германа Элиаса (1876—1955) он установил новый рекорд Германии — самую длинную дистанцию полёта по времени, пролетев 1470 километров за 30 часов из Берлина в Полтаву.
Другим важным аспектом полёта А. Берсона связан с физиологическими проблемами, которые могут возникать у аэронавтов при воздействии атмосферного давления на больших высотах. Своими исследованиями Берсон помог физиологам Герману фон Шрёттеру и Нафанаилу Цунцу в экспериментах в области авиационной медицины. Вместе с двумя физиологами он совершил высотные полёты на аэростатах и провёл исследования декомпрессионной болезни с помощью декомпрессионной камеры, расположенной в Jüdischen Krankenhaus (Еврейская больница) в Берлине.
Важными научными достижениями Берсона также стали климатические исследования с использованием погодных воздушных змеев у Шпицбергена, одни из первых метеорологические наблюдения в германской Восточной Африке и аэрологические исследования над бассейном Амазонки .
В 1903 году А. Берсон был награждён медалью Нидерландской королевской академии наук.

## Награды
- Орден Красного орла 3 класса (1900)
- Орден Красного орла 4 класса (1901)
- Орден Короны (Пруссия) (1910)

## Память
- Именем А. Берсона названа улица в районе Берлин-Бранденбург (аэропорт).